# 柔弱珠鱂
柔弱珠鱂，為輻鰭魚綱鯉齒目鰕鱂亞目溪鱂科的其中一種，為熱帶淡水魚，分布於南美洲巴西聖弗朗西斯科河中游流域，本魚雄魚體細長，頭部具有紅斑，體長可達10.5公分，棲息在底中層水域，生活習性不明。

## 擴展閱讀
維基物種上的相關：柔弱珠鱂